# Presidente Echeverría
Presidente Echeverría es una localidad del estado mexicano de Chiapas. Es parte del municipio de Venustiano Carranza.

## Toponimia
El nombre de la localidad rinde homenaje a Luis Echeverría Álvarez, presidente de México de 1970 a 1976.

## Demografía
| Gráfica de evolución demográfica |
|                                  |

| Censo | Población |
| ----- | --------- |
| 1980  | 2 277     |
| 1990  | 2 578     |
| 2000  | 2 671     |
| 2010  | 3 084     |
| 2020  | 3 310     |